# Schubi AKpella
Schubi AKpella (* 5. Januar 2002 in Frankfurt am Main) ist ein deutscher Rapper. Er steht beim Frankfurter Independent-Label 385idéal unter Vertrag.

## Leben
Schubi AKpella begann seine musikalische Karriere 2018 mit selbst gedrehten Handyvideos. Sein Markenzeichen ist Doubletime. Die Videos verbreitete er über Social-Media-Plattformen. Schließlich wurde er 2019 vom Rapper Nimo entdeckt, der ihn als Feature auf der Single Sex vom Album Nimoriginal vorstellte. Anschließend vermittelte er ihn an das Frankfurter Independent-Label 385idéal von Celo & Abdi.
Schubis erste Single Ala Flow bekam vor allem negative Reaktionen. Er veröffentlichte in der Folgezeit weitere Singles. Die Single Immer noch erreichte Platz 64 in den deutschen Singlecharts und war damit Schubi AKpellas erster Solosong, der eine Chartplatzierung erreichte. Im Jahr 2022 folgten mehrere Tracks mit Celo & Abdi und Krime. 2023 platzierte er sich zusammen mit Nimo mit dem Song Jede Nacht auf Platz 11 der deutschen Charts.

## Diskografie
Singles
- 2020: Ala Flow
- 2020: Maria
- 2020: Money
- 2020: Taub für dich
- 2020: Smalltalk
- 2020: 385 ist die 1 (mit Krime)
- 2020: Bleiben wach (mit Krime & Lupe)
- 2021: Sex in deinen Ohren
- 2021: Genug
- 2021: Harraga (mit Yonii, Mois & Maestro)
- 2021: Alle gleich
- 2021: Burnout (mit S4MM)
- 2021: Busy
- 2022: Immer noch
- 2022: Panther
- 2022: Ghostrider
- 2022: Ganz locker
- 2022: Ja man (feat. O.G.)
- 2022: Hoff nicht
- 2022: Magie (mit Celo & Abdi & Krime)
- 2022: Kein Herz
- 2022: Heizung auf 10 (mit Celo & Abdi & Krime)
- 2022: Immer noch
- 2022: Bolt (mit Celo & Abdi & Krime)
- 2023: Jede Nacht (mit Nimo)
- 2023: Idéal Mannschaft (mit Celo & Abdi, Krime, Nimo & Olexesh; #8 der deutschen Single-Trend-Charts am 3. November 2023[7])
- 2024: Violet (mit Amo; #11 der deutschen Single-Trend-Charts am 31. Mai 2024[8])

Gastbeiträge
- 2019: Sex auf Nimoriginal von Nimo
- 2021: 385i ist die 1 auf Mietwagentape 2 von Celo & Abdi
- 2021: Free O.G. auf Ott sei dank von O.G.